# Rogalin
Rogalin – wieś w województwie wielkopolskim, powiecie poznańskim, gminie Mosina, położona ok. 20 km na południe od Poznania nad rzeką Wartą, przy drodze wojewódzkiej nr 431. Znana jest głównie z zabytkowego zespołu pałacowo-parkowego hrabiów Raczyńskich: barokowo-klasycystycznego pałacu z galerią malarstwa oraz rozległym ogrodem w stylu francuskim, kościoła z mauzoleum oraz pomnikowych dębów rogalińskich.

## Nazwa
Miejscowość w formie Rogalino pojawia się w łacińskim dokumencie z 1247 księcia polskiego Przemysła II. Nazwa Rogalin prawdopodobnie wywodzi się od nazw rogu lub rogala, do której dodany został przyrostkowy, przynależnościowy formant przymiotnikowy -in; charakterystyczny dla polskich nazw miejscowych. Nazwa nawiązuje prawdopodobnie do kształtu licznych, zakręconych na podobieństwo rogu starorzeczy Warty znajdujących się w tej okolicy.

## Historia
Pierwsze wzmianki o Rogalinie pochodzą z XIII w. W 1589 r. Rogalin został nabyty przez Eliasza Arciszewskiego, teologa ariańskiego. W 1592 r. urodził się tu Krzysztof Arciszewski, admirał floty holenderskiej i późniejszy dowódca artylerii koronnej. W 2 poł. XVIII w. wieś przeszła w ręce Kazimierza Raczyńskiego, starosty generalnego Wielkopolski i marszałka koronnego. Na przełomie XVIII i XIX w. Raczyńscy wybudowali tu barokowo-klasycystyczny pałac (2 poł. XVIII w. i początek XIX w.) z rokokowym ogrodem w stylu francuskim. Następnie Edward Raczyński ufundował kaplicę pałacową (1817-1820), w której podziemiach znajduje się mauzoleum rodu Raczyńskich. W 1975 roku świątynia ta stała się siedzibą parafii pw. św. Marcelina.

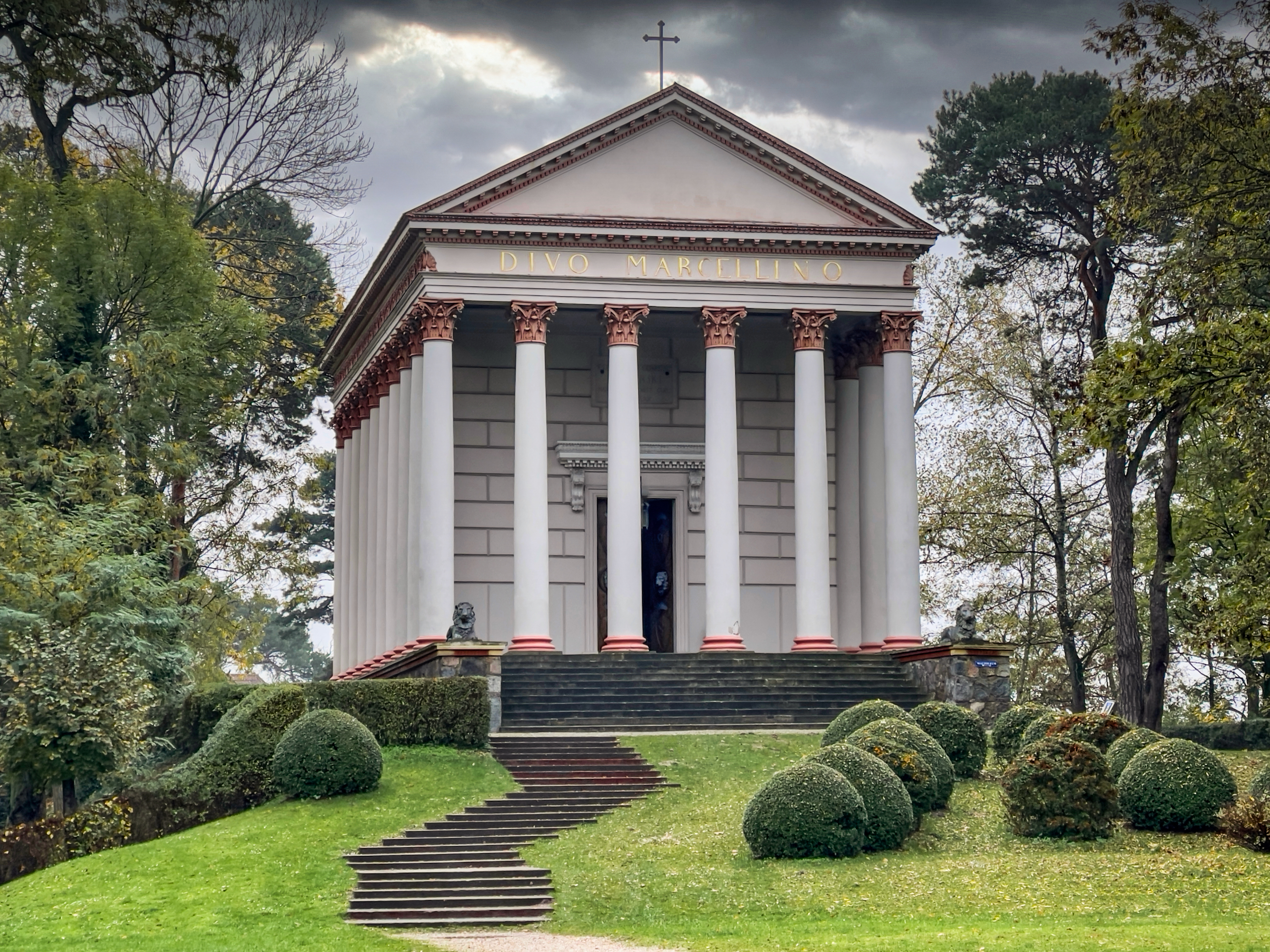
Kościół św. Marcelina, z mauzoleum Raczyńskich w podziemiach

Latem 1831 r. w Rogalinie zatrzymał się Adam Mickiewicz. W 1848 (podczas Wiosny Ludów) w Rogalinie znajdował się jeden z głównych obozów powstańców, operujących między Stęszewem a Kórnikiem. 8 maja 1848 r. pod Rogalinem odbyła się bitwa kończąca istnienie Rzeczypospolitej Mosińskiej. W 1910 r. powstał budynek galerii, w którym Edward Aleksander Raczyński udostępnił publiczności swoją kolekcję malarstwa europejskiego i polskiego przełomu XIX i XX w. (gromadzoną przez prawie 40 lat). Wśród eksponatów znajduje się największy obraz Jana Matejki Dziewica Orleańska. Przed II wojną światową była ona uważana za najlepszy zbiór malarstwa współczesnego na ziemiach polskich. Po wojnie zespół pałacowo-parkowy był przez wiele lat zaniedbany. Doraźne remonty przeprowadzono w latach 1975–2000, ale wciąż tylko część wnętrz była dostępna dla zwiedzających. Dopiero w latach 2007–2009 oraz 2013-2015 dokonano kompleksowej rewaloryzacji i modernizacji pałacu, która umożliwiła wyposażenie pozostałych wnętrz i udostępnienie zwiedzającym całego pałacu.
Pod koniec 1990 r. ostatni właściciel majątku Rogalin, Edward Bernard Raczyński (przy pełnej aprobacie swoich trzech córek) założył Fundację im. Raczyńskich przy Muzeum Narodowym w Poznaniu i przekazał jej pałac i park w Rogalinie, Galerię Rogalińską oraz przysługujące mu prawa do ziem otaczających pałac i park (choć nadal prawnie nie są one własnością Fundacji).
W latach 1975–1998 miejscowość położona była w województwie poznańskim.

## Przyroda

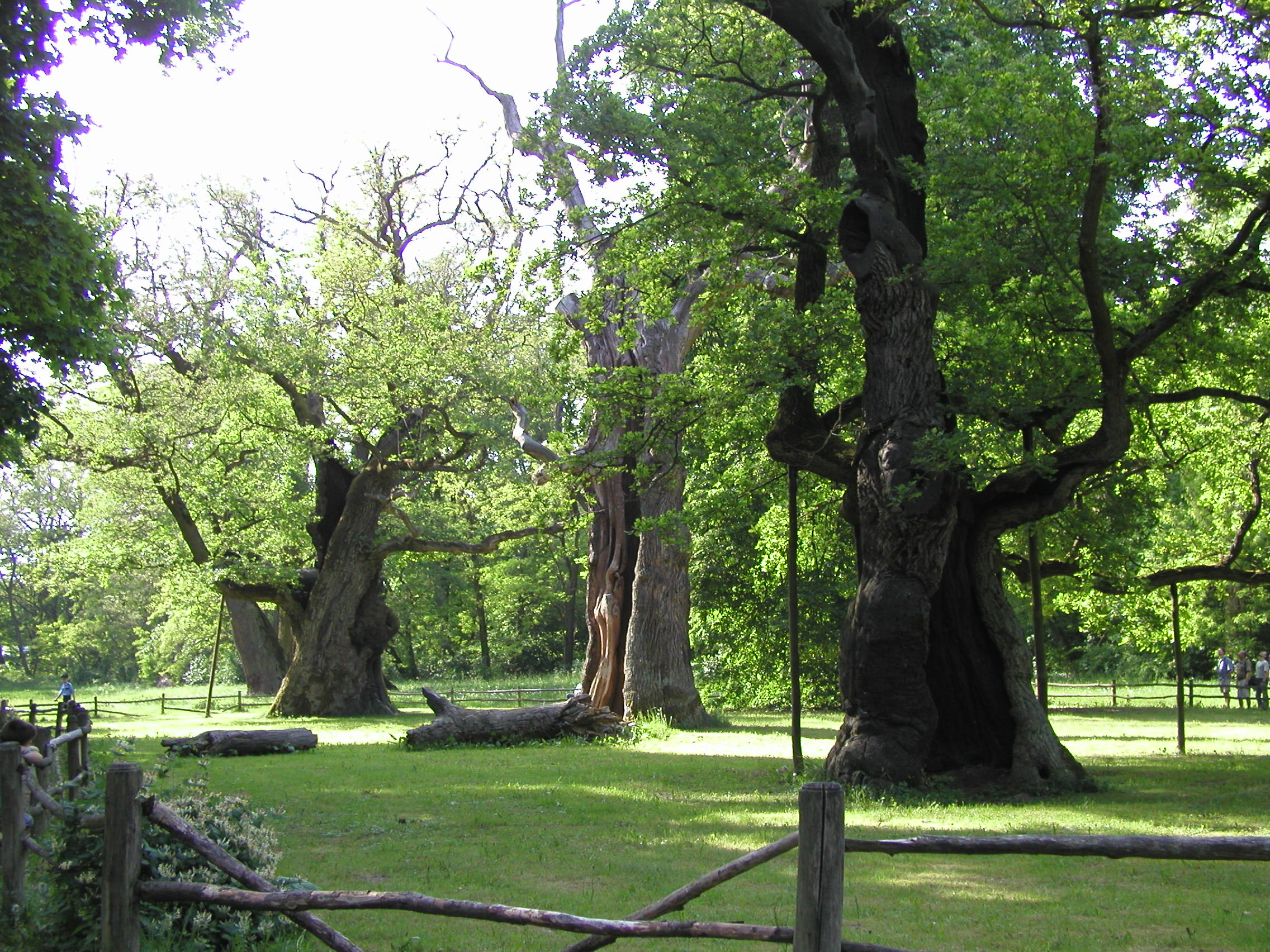
Lech, Czech i Rus – najsłynniejsze rogalińskie dęby. Rus ma ok. 800 lat i jest najstarszym dębem w Polsce

Nad brzegiem Warty (w tzw. starorzeczu Warty) rosną Dęby Rogalińskie (dąbrowa rogalińska) – pomniki przyrody. Jest to największe w Europie skupisko pomnikowych dębów, położone na terenie Rogalińskiego Parku Krajobrazowego. Liczy sobie ok. 2000 dębów, z których najpotężniejsze mają pnie o obwodzie sięgającym 9 m, a wszystkie o obwodzie pow. 2 m są chronione.
Najsłynniejsze z nich to Lech, Czech i Rus, gdyż według lokalnej legendy w tym właśnie miejscu spotkali się na polowaniu trzej bracia, którzy dali początek Polsce, Czechom i Rusi. 
Badania dendrochronologiczne przeprowadzone w ramach projektu badawczego Instytutu Dendrologii PAN w Kórniku wykazały, że dąb Rus ma ponad 800 lat i jest najstarszym dębem w Polsce. Dzięki temu projektowi udało się go sklonować i wyhodowane w ten sposób młode drzewko o tym samym genotypie zostało posadzone w parku koło pałacu. 
Na rogalińskich dębach żyją także m.in. objęte ochroną chrząszcze: kozioróg dębosz, pachnica dębowa oraz jelonek rogacz.

## Turystyka
- Pałac Raczyńskich
- Kościół św. Marcelina, dawna kaplica, z mauzoleum Raczyńskich w dolnej kondygnacji oraz Rogalińskimi Drogami Ducha Świętego (patrz niżej)
- Szlak turystyczny o nazwie Trasa Kórnicka
- Szlak rowerowy Pierścień Poznański
- Szlak pieszy  Osowa Góra – Sulęcinek
- Wielkopolski Szlak Świętego Zygmunta Szczęsnego Felińskiego[17]

### Rogalińskie Drogi Ducha Świętego
Z okazji 200-lecia kościoła z mauzoleum Raczyńskich w Rogalinie, utworzono w 2021 roku sieć przyrodniczych szlaków pielgrzymkowych Rogalińskie Drogi Ducha Świętego, przy wsparciu finansowym programu grantowego Caritas Laudato Si. Szlaki te są dobrym przykładem ekoturystyki i prowadzą do tego zabytkowego kościoła z 9 miejscowości: Radzewice, Radzewo, Mieczewo, Poznań-Głuszyna, Daszewice, Mosina, Puszczykowo, Kamionki, Rogalinek.
Obejmują one 2 szlaki piesze, 6 szlaków pieszo-rowerowych i 2 pętle rowerowe (w tym dodatkowa Droga Pokoju i Radości). Celem Rogalińskich Dróg jest propagowanie modlitwy do Ducha Świętego o 7 darów (mądrość, rozum, radę, męstwo, umiejętność, pobożność i bojaźń Bożą) i 9 owoców (miłość, radość, pokój, cierpliwość, uprzejmość, dobroć, wierność, łagodność i opanowanie, wg Listu do Galatów 5, 22-23), a także aktywności fizycznej na świeżym powietrzu (ważnej dla zdrowia fizycznego i psychicznego), wiedzy przyrodniczej i historycznej, ekologii integralnej papieża Franciszka (przedstawionej w jego encyklice Laudato si'), oraz ochrona Rogalińskiego Parku Krajobrazowego i Rogalina jako pomnika historii. 
Botanicy, zoolodzy, ekolodzy oraz hydrolog poprowadzili wycieczki poszczególnymi szlakami i na tej podstawie opracowali broszury o przyrodzie i ekologii, które można wykorzystać także w innych miejscach. Są one udostępnione bezpłatnie na stronie internetowej parafii, podobnie jak opisy tras wszystkich szlaków z zadaniami duchowymi, ciekawostkami historycznymi itp..
Po inwazji Rosji na Ukrainę w lutym 2022 roku, zadania duchowe dla pielgrzymek w intencji pokoju (z opisu Drogi Pokoju) zostały przetłumaczone na inne języki.

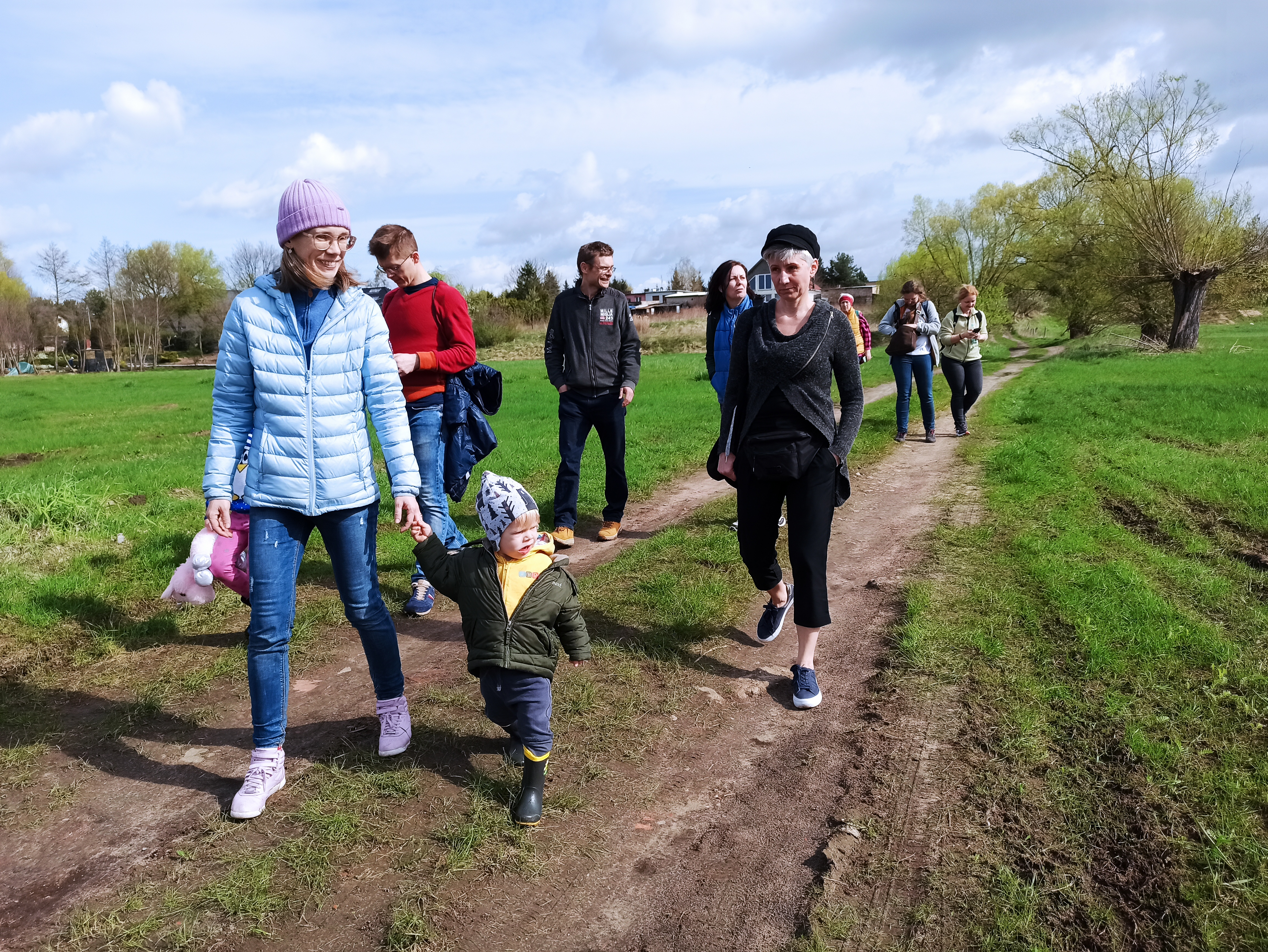
Wycieczka przyrodnicza „Drzewo Życia” szlakiem pielgrzymkowym Droga Miłości w Radzewicach podczas rogalińskiego zjazdu animatorów Laudato Si'

Ogólne zasady Rogalińskich Dróg, przedstawione na początku opisu każdego szlaku, stały się podstawą opracowania „Zasad zielonego pielgrzymowania” w ramach projektu PielGREEN przez polskich animatorów Światowego Ruchu Katolików na rzecz Środowiska (Laudato Si' Movement). Organizacja ta w maju 2023 roku wspominała o modlitwie do Ducha Świętego i Rogalińskich Drogach na swoim blogu oraz w miesięcznym biuletynie (zarówno w języku angielskim, jak i w polskim), zaś w kolejnym roku w Rogalinie odbył się rodzinny zjazd animatorów tej organizacji.

## Ludzie związani z Rogalinem

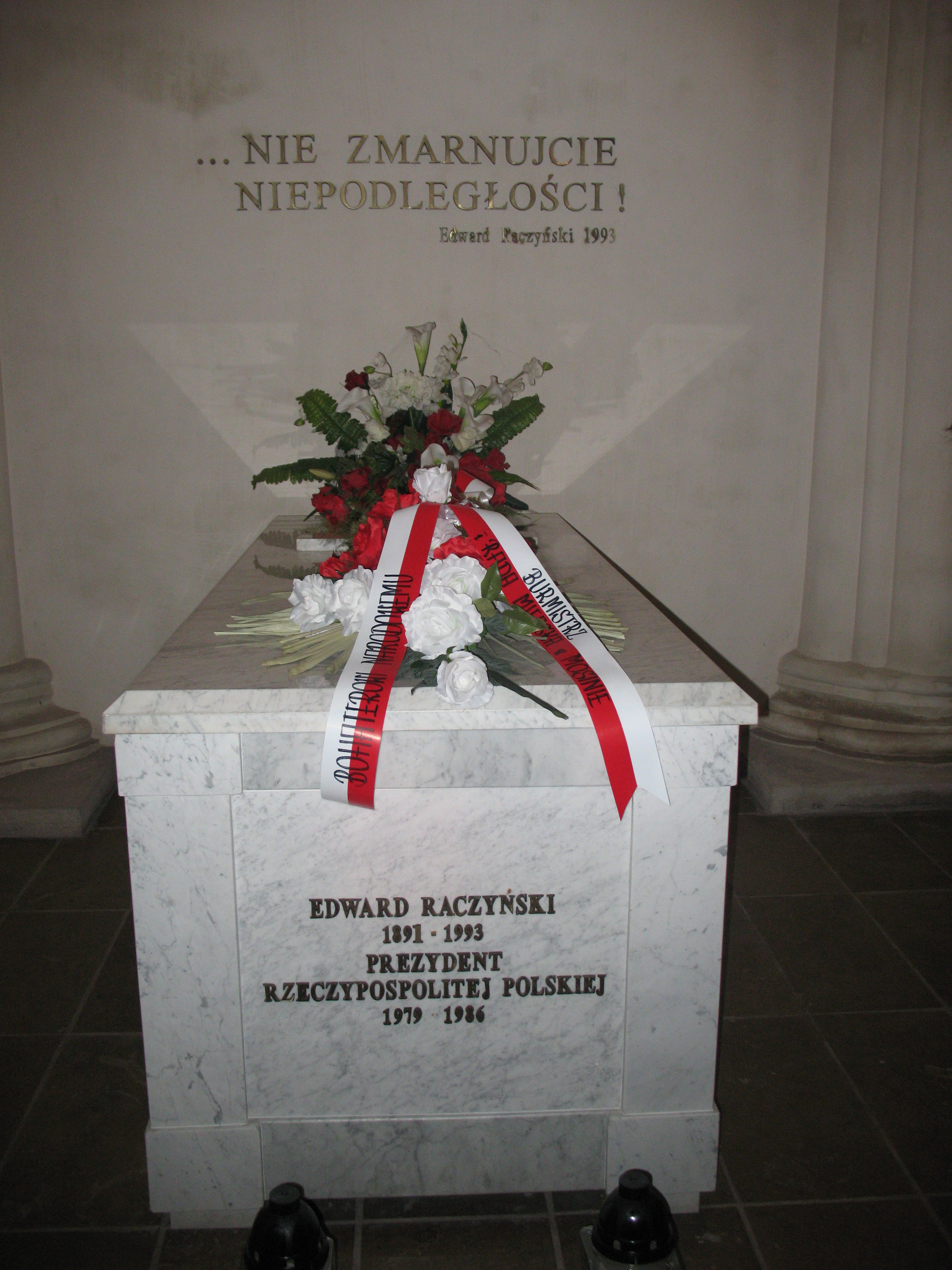
Sarkofag, w którym spoczywa Edward Bernard Raczyński, Prezydent Rzeczypospolitej Polskiej na Uchodźstwie w okresie od 8 kwietnia 1979 roku do 8 kwietnia 1986 roku

## Literatura
- Jarzewicz Jarosław, Świątynia pamięci. O kościele – mauzoleum Raczyńskich w Rogalinie, Muzeum Narodowe w Poznaniu, 2005 ISBN 83-89053-34-9.